# Cantón de Nemours
El cantón de Nemours es una división administrativa francesa, situada en el departamento de Sena y Marne y la región Isla de Francia.

## Geografía
Este cantón es organizado alrededor de Nemours en él distrito de Fontainebleau.

## Composición
El Cantón de Nemours agrupa 17 comunas:
- Bagneaux-sur-Loing
- Bourron-Marlotte
- Châtenoy
- Chevrainvilliers
- Darvault
- Faÿ-lès-Nemours
- Garentreville
- Grez-sur-Loing
- La Genevraye
- Montcourt-Fromonville
- Nanteau-sur-Lunain
- Nemours
- Nonville
- Ormesson
- Poligny
- Saint-Pierre-lès-Nemours
- Treuzy-Levelay

## Demografía
| 20,636 | 24,466 | 26,713 | 29,067 | 31,303 | 31,185 | 31,465 |
| Para los censos de 1962 a 1999 la población legal corresponde a la población sin duplicidades (Fuente: INSEE [Consultar]) |        |        |        |        |        |        |